# Лабро
Лабро (італ. Labro) — муніципалітет в Італії, у регіоні Лаціо,  провінція Рієті.
Лабро розташоване на відстані близько 80 км на північ від Рима, 16 км на північ від Рієті.

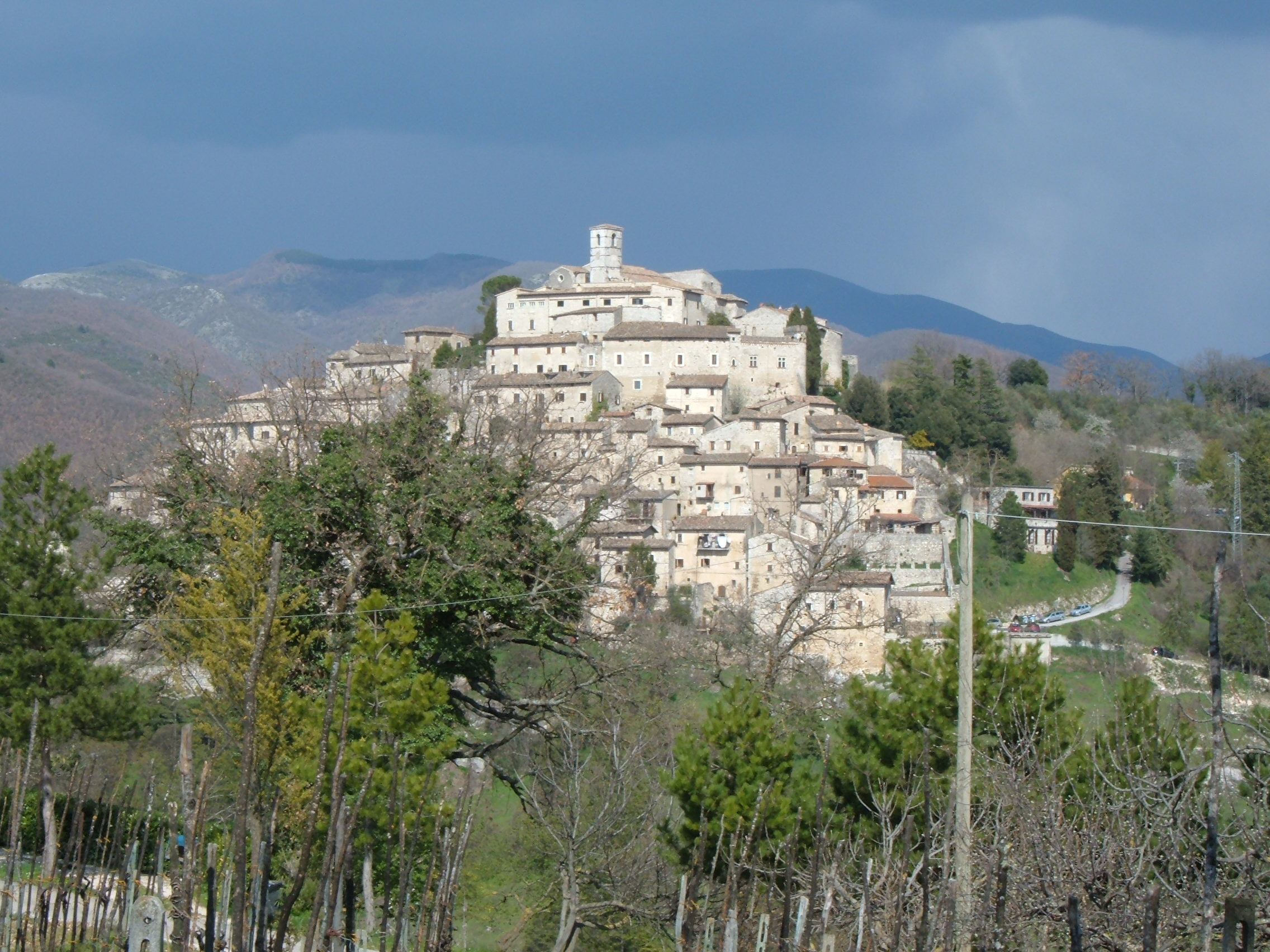

Населення — 384 особи (2014).

## Демографія
Населення за роками:

Станом на 1 січня 2023 року в муніципалітеті офіційно проживали 54 іноземці з 20 країн, серед них 28 громадян країн Євросоюзу та 4 громадяни України.

## Сусідні муніципалітети
- Арроне
- Коллі-суль-Веліно
- Морро-Реатіно
- Терні